# Reservoir
Et reservoir er et sted hvor store mængder af noget (oftest flydende) er opbevaret. Ofte refererer et reservoir til en kunstig sø brugt til at opbevare vand. Et grundvandsreservoir er en stor underjordisk beholdning af grundvand.
I fysik betegner et partikelreservoir en stor beholdning af partikler, som ikke vil ændre egenskaber, hvis få partikler fjernes eller tilføres. På samme måde betegner et varmereservoir et stort system, der ikke vil ændre temperatur ved tilførsel eller fjernelse af relativt små mængder varmeenergi.